# Monthou-sur-Cher
Monthou-sur-Cher és un municipi francès, situat al departament del Loir i Cher i a la regió de Centre – Vall del Loira. L'any 2007 tenia 941 habitants.

## Demografia

### Població
El 2007 la població de fet de Monthou-sur-Cher era de 941 persones. Hi havia 405 famílies, de les quals 118 eren unipersonals (51 homes vivint sols i 67 dones vivint soles), 157 parelles sense fills, 102 parelles amb fills i 28 famílies monoparentals amb fills.
La població ha evolucionat segons el següent gràfic:
Habitants censats

### Habitatges
El 2007 hi havia 541 habitatges, 414 eren l'habitatge principal de la família, 78 eren segones residències i 48 estaven desocupats. 527 eren cases i 13 eren apartaments. Dels 414 habitatges principals, 328 estaven ocupats pels seus propietaris, 79 estaven llogats i ocupats pels llogaters i 8 estaven cedits a títol gratuït; 1 tenia una cambra, 33 en tenien dues, 88 en tenien tres, 124 en tenien quatre i 168 en tenien cinc o més. 376 habitatges disposaven pel capbaix d'una plaça de pàrquing. A 157 habitatges hi havia un automòbil i a 210 n'hi havia dos o més.

### Piràmide de població
La piràmide de població per edats i sexe el 2009 era:
| Homes | Edats   | Dones |
| ----- | ------- | ----- |
| 0     | 95 o +  | 4     |
| 0     | 90 a 94 | 12    |
| 0     | 85 a 89 | 16    |
| 4     | 80 a 84 | 12    |
| 16    | 75 a 79 | 12    |
| 36    | 70 a 74 | 40    |
| 28    | 65 a 69 | 36    |
| 28    | 60 a 64 | 12    |
| 16    | 55 a 59 | 24    |
| 36    | 50 a 54 | 36    |
| 28    | 45 a 49 | 36    |
| 36    | 40 a 44 | 32    |
| 36    | 35 a 39 | 40    |
| 12    | 30 a 34 | 24    |
| 32    | 25 a 29 | 28    |
| 8     | 20 a 24 | 20    |
| 20    | 15 a 19 | 32    |
| 20    | 10 a 14 | 36    |
| 36    | 5 a 9   | 32    |
| 12    | 0 a 4   | 12    |

## Economia
El 2007 la població en edat de treballar era de 597 persones, 466 eren actives i 131 eren inactives. De les 466 persones actives 424 estaven ocupades (233 homes i 191 dones) i 42 estaven aturades (23 homes i 19 dones). De les 131 persones inactives 68 estaven jubilades, 33 estaven estudiant i 30 estaven classificades com a «altres inactius».

### Ingressos
El 2009 a Monthou-sur-Cher hi havia 419 unitats fiscals que integraven 964 persones, la mediana anual d'ingressos fiscals per persona era de 17.675 €.

### Activitats econòmiques
Dels 40 establiments que hi havia el 2007, 1 era d'una empresa extractiva, 3 d'empreses de fabricació d'altres productes industrials, 7 d'empreses de construcció, 8 d'empreses de comerç i reparació d'automòbils, 3 d'empreses de transport, 3 d'empreses d'hostatgeria i restauració, 1 d'una empresa d'informació i comunicació, 4 d'empreses immobiliàries, 5 d'empreses de serveis, 2 d'entitats de l'administració pública i 3 d'empreses classificades com a «altres activitats de serveis».
Dels 9 establiments de servei als particulars que hi havia el 2009, 1 era una oficina de correu, 2 paletes, 2 lampisteries, 2 electricistes, 1 empresa de construcció i 1 restaurant.
L'únic establiment comercial que hi havia el 2009 era una carnisseria.
L'any 2000 a Monthou-sur-Cher hi havia 48 explotacions agrícoles que ocupaven un total de 920 hectàrees.

## Equipaments sanitaris i escolars
El 2009 hi havia una escola elemental integrada dins d'un grup escolar amb les comunes properes formant una escola dispersa.

## Poblacions més properes
El següent diagrama mostra les poblacions més properes.